# 卡兹达尔讷
卡兹达尔讷（法語：Cazedarnes，法語發音：[kazdaʁn]）是法国埃罗省的一个市镇，属于贝济耶区。

## 地理
卡兹达尔讷（43°25'28"N, 3°1'42"E）面积11.64 平方千米，位于法国奧克西塔尼大區埃罗省，该省份为法国南部沿海省份，南濒地中海，西南接奥德省，西北接塔恩省和阿韦龙省，东北与加尔省接壤。
与卡兹达尔讷接壤的市镇（或旧市镇、城区）包括：卡祖勒莱贝济耶、塞巴藏、奥尔布河畔塞斯农、皮埃尔吕、韦纳佐布尔河畔普拉德、皮塞吉耶。

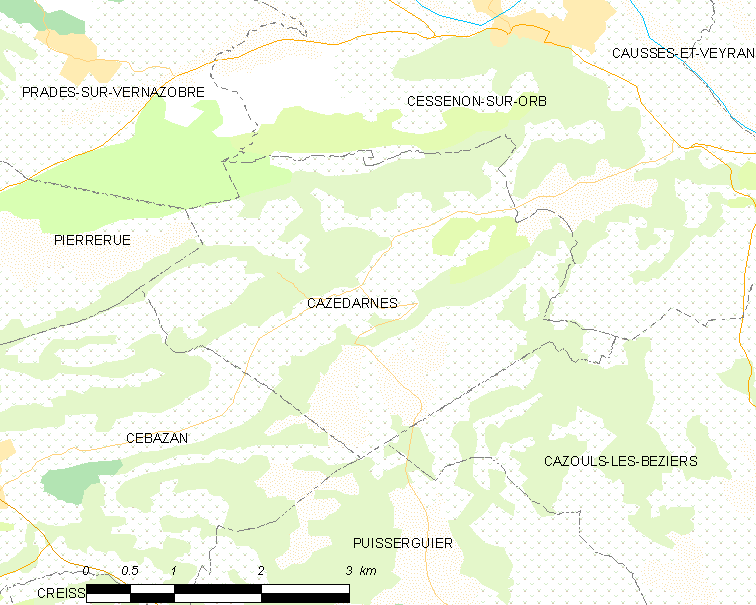
卡兹达尔讷的OSM定位图

卡兹达尔讷的时区为UTC+01:00、UTC+02:00（夏令时）。

## 行政
卡兹达尔讷的邮政编码为34460，INSEE市镇编码为34065。

## 政治
卡兹达尔讷所属的省级选区为圣庞斯德托米耶尔县。

## 人口

1962-2008年间卡兹达尔讷人口变化图示

卡兹达尔讷于2022年1月1日时的人口数量为640人。